# Hóa mô miễn dịch

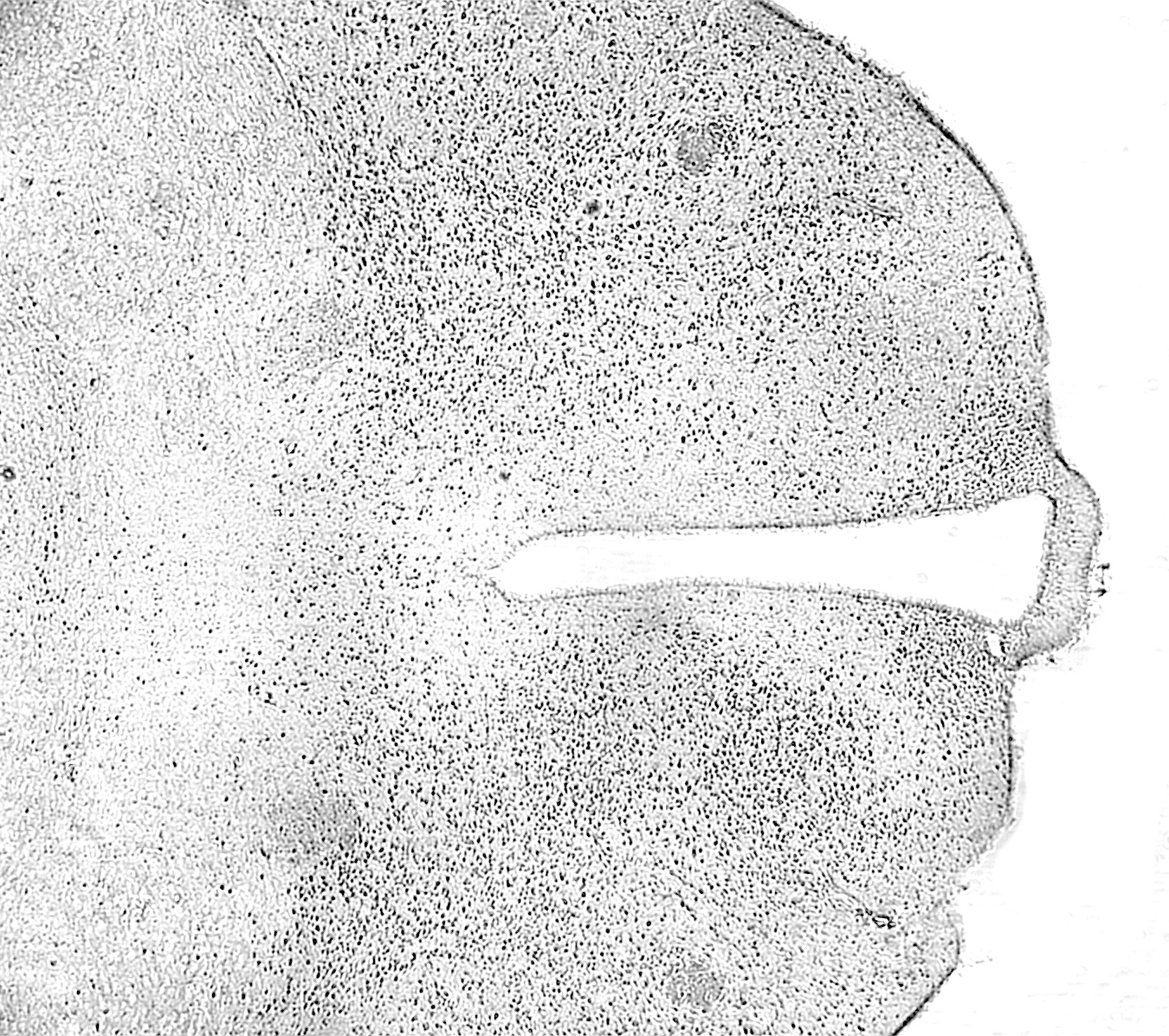
Nhuộm hóa mô miễn dịch mảnh não chuột.

Hóa mô miễn dịch (IHC) là quá trình xác định chọn lọc kháng nguyên (protein) trong tế bào của một mẫu mô nhờ nguyên tắc kháng nguyên gắn đặc hiệu với kháng thể. Hóa mô miễn dịch bắt nguồn từ "immuno" có nghĩa là quá trình sử dụng kháng thể, và "histo: có nghĩa là mô học được Albert Coons lần đầu đưa ra và thực hiện vào năm 1941.
Nhuộm hóa mô miễn dịch được sử dụng rộng rãi trong việc chẩn đoán các tế bào bất thường đặc biệt là trong các khối u có tính ung thư. Các dấu ấn phân tử đặc trưng là đặc tính đặc biệt của các sự kiện tế bào chẳng hạn như quá trình chết theo chu trình hoặc tăng sinh. Hóa mô miễn dịch cũng được sử dụng rộng rãi trong nghiên cứu cơ bản để tìm hiểu về sự phân bố của các dấu ấn sinh học (biomarker) và bộc lộ ở các phần khác nhau của mô sinh học.
Phản ứng kháng nguyên - kháng thể có thể diễn ra theo nhiều cách khác nhau. Ví dụ phổ biến nhất là kháng thể liên kết với 1 enzym như peroxidase  có thể xúc tác cho một phản ứng tạo ra màu. Ngoài ra, kháng thế cũng có thể được gắn với một chất huỳnh quang ví dụ như flouresecein hoặc rhodamine.

## Chuẩn bị mẫu
Chuẩn bị mẫu mô là bước quyết định đảm bảo hình thái của tế bào, cấu trúc mô và epitope đích của kháng nguyên. Điều này đòi hỏi quá trình thu thập mô, cố định và cắt mô thích hợp. Dung dịch paraformaldehyde thường được sử dụng để cố định mô, nhưng vẫn còn những phương pháp khác nữa. 

### Chuẩn bị tiêu bản
Mô có thể được cắt mỏng hoặc sử dụng toàn bộ phụ thuộc vào mục đích của thí nghiệm hoặc chính mô đó. Trước khi cắt, mô có thể được ngâm trong môi trường nến hoặc cryomedia. Mô có thể được cắt bởi nhiều thiết bị khác nhau mà phổ biến là máy vi phẫu, máy cắt lạnh hoặc máy cắt tiêu bản. Tiêu bản thường dày từ 3 µm-5 μm. Những tiêu bản này được làm khô bằng cách dùng alcohol tăng dần nồng độ (50%, 75%, 90%, 95%, 100%), và làm sạch bằng xylene trước khi đưa lên kính hiển vi.
Tùy thuộc vào phương pháp cố định và bảo quản mô mà tiêu bản có thể cần thêm nhiều bước để các epitope bộc lộ cho kháng thể bám vào bao gồm deparaffinization và phục hồi kháng nguyên. Với những mô đúc nến, bước phục hồi kháng nguyên là rất cần thiết và được thực hiện bằng nhiệt hoặc dùng protease.  Những bước này có thể tạo ra sự khác biệt giữa những kháng nguyên được nhuộm hoặc không được nhuộm.

## Dấu ấn IHC chẩn đoán

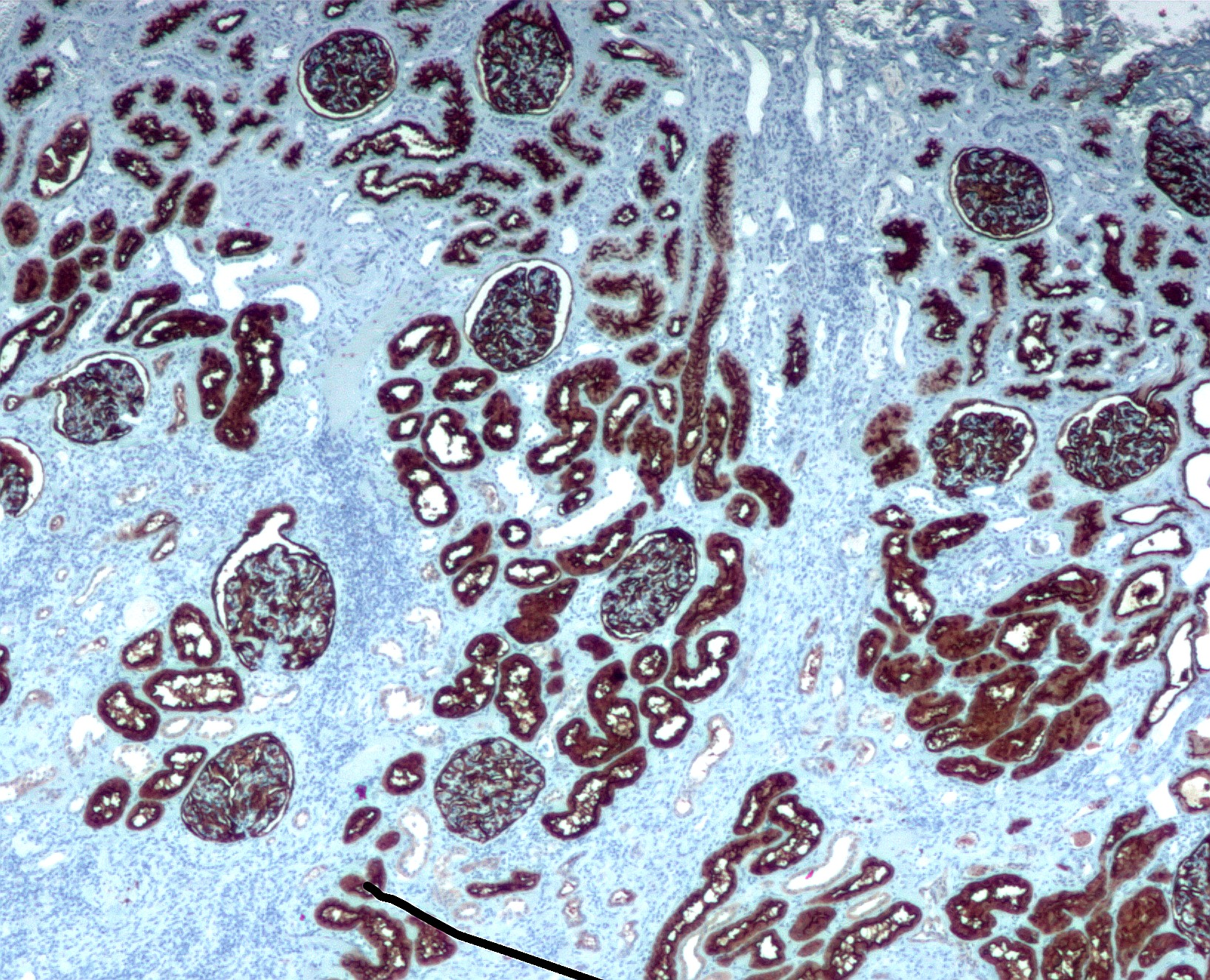
Nhuộm hóa mô miễn dịch của thận bình thường với CD10

IHC là kỹ thuật tốt để xác định một protein có mặt trên mẫu mô xét nghiệm hay không. Đây cũng là một phương pháp hữu ích để xét nghiệm các mô. Nó được sử dụng rộng rãi trong chuyên ngành thần kinh, các nhà khoa học có thể xét nghiệm các protein biểu hiện trên những cấu trúc não đặc hiệu. Bất lợi lớn nhất là, không giống như kỹ thuật immunoblotting thực hiện nhuôm kiểm tra thang trọng lượng phân tử, nên trên IHC không thể nhuộm protein tương ứng.   Do đó, kháng thể ban đầu cần được xác định chính xác trong kỹ thuật  Western Blot hoặc các kỹ thuật tương tự. Kỹ thuật này cũng được sử dụng rộng rãi trong  sinh thiết trong phẫu thuật  giúp xác định tuýp miễn dịch của khối u (ví dụ có sự khác nhau khi nhuộm ecadherin giữa carcinoma ống tuyến (DCIS): cho kết quả dương tính và carcinoma thùy tuyến cho kết quả âm tính)). Gần đây, hóa mô miễn dịch được ứng dụng nhiều trong chẩn đoán phân biệt các loại carcinoma tuyến nước bọt và đầu cổ.
Các dấu ấn IHC sử dụng trong sinh thiết phẫu thuật rất đa dạng. Nhiều bệnh viện lớn sử dụng đến hơn 200 loại kháng thể trong chẩn đoán, tiên lượng và dự đoán dấu ấn sinh học. Một số loại dấu ấn thường dùng bao gồm:
BrdU: xác định các khối u cũng như trong nghiên cứu chuyên ngành thần kinh.
Cytokeratins: phát hiện carcunoma nhưng cũng có thể phát hiện một số sarcoma.
CD15 and CD30: dùng cho Hodgkin's disease
Alpha fetoprotein: dùng cho u tế bào mầm và carcinoma tế bào gan
CD117 (KIT): dùng cho GIST và u tế bào mast
CD10 (CALLA): carcinoma tế bào thận và bệnh bạch cầu cấp
Prostate specific antigen (PSA): ung thư tiền liệt tuyến
Nhuộm estrogens và progesterone receptor (ER & PR) được dùng để chẩn đoán (các khối u vú và u sinh dục) acũnngg như tiên lượng ung thư vú và dự đoán đáp ứng điều trị (thụ thể estrogen)
Xác định B-cell lymphomas dùng CD20
Xác định T-cell lymphomas dùng CD3